# Ганц (фильм)
«Ганц» (яп. ガンツ Ганцу) — научно-фантастические фильмы режиссёра Синсукэ Сато, основанные на одноимённой манге. Фильмы называются «Ганц» и сиквел «Ганц: Идеальный ответ» и снятый для телевидения фильм «Другой Ганц». Премьеры состоялись 29 января и 23 апреля 2011 года.

## Сюжет
Школьник Кэй Куроно и его друг Като Масару погибают под колёсами поезда, попытавшись спасти упавшего на рельсы пьяного. Вместо того, чтобы умереть, они попадают в закрытую квартиру в центре Токио, где в единственной комнате их встречают ещё несколько недавно погибших человек. Интерьер комнаты представлен лишь одним большим глянцевым шаром, имя которого — Ганц. Двери и окна не открываются в силу того, что до них нельзя дотронуться. Шар резко открывает три свои панели (боковые и заднюю) и играет песню японской утренней зарядки, которую утром крутят по японскому радио. А на его передней панели загорается надпись: «Ваши старые жизни закончились. Как распорядиться вашей новой жизнью — решать мне. Это закон». С этого момента Кэй, Като и остальные выжившие будут вынуждены участвовать в странной и страшной игре.

## В ролях
| Актёр             | Роль             |
| ----------------- | ---------------- |
| Кадзунари Ниномия | Кэй Куроно       |
| Кэнъити Мацуяма   | Масару Като      |
| Нацуна Ватанабэ   | Кэй Кисимото     |
| Такаюки Ямада     |                  |
| Юрико Ёситака     | Кодзима Таэ      |
| Каната Хонго      | Дзёитиро Ниси    |
| Томорово Тагути   | Ёсикадзу Судзуки |
| Айко Ёситани      |                  |
| Сюнъя Сираиси     | Хирото Сакурай   |
| Кэнсукэ Тисака    | Аюми Като        |